# Słodka szesnastka
Słodka szesnastka (ang. Sweet Sixteen) – brytyjsko-niemiecko-hiszpański film fabularny z 2002 roku w reżyserii Kena Loacha.

## Treść
Akcja toczy się w środowisku szkockich nastolatków. Wychowany w biednej dzielnicy Liam marzy o normalnym życiu rodzinnym. Kiedy jego matka opuszcza więzienie, wyrusza na poszukiwanie pieniędzy na ich życie.

## Główne role
- Martin Compston - Liam
- Annmarie Fulton - Chantelle
- William Ruane - Pinball
- Junior Walker - Nighttime

## Nagrody i wyróżnienia
- 2002: Nagroda za najlepszy scenariusz na 55. MFF w Cannes (Paul Laverty)